# Висадка в Голландії
Висадка в Голландії – епізод Новогвінейської кампанії, яку вели збройні сили Японії під час Другої Світової війни. 
В листопаді 1942-го союзники почали наступ на японські гарнізони в районі Буна – Гона на північно-східному завершенні Нової Гвінеї. Розвиток цієї операції (яка відбувалась на тлі невдалого перебігу битви за Гуадалканал на сході Соломонових островів) спонукав японське командування узятись за облаштування нових гарнізонів на північному узбережжі Нової Гвінеї, яке ще поки було віддаленим тиловим районом. В межах цього задуму у грудні 1942-го відбулись висадки у Мадангу, Веваку та порту Голландія (тепер Джаяпура, центральна частина північного узбережжя острова). 
17 грудня 1942-го з Амбону (південна частина Молуккських островів) вийшов мінний загороджувач «Іцукусіма», який 19 грудня зайшов до Манокварі на північно-східному куті півострова Чендравасіх, де японці облаштували свою базу ще в квітні 1942-го. Тут «Іцукусіма» прийняв на борт військовослужбовців зі складу 24-ї спеціальної військово-морської бази та 24 грудня рушив на схід, щоб 25 – 26 грудня провести висадку в Голландії. Тоді ж сюди прибув з військами на борту легкий крейсер «Наторі» який 21 грудня вирушив з Таракану (важливий центр нафтовидобутку на східному узбережжі Борнео, осаджений японським гарнізоном ще в січні 1942-го).
26 грудня 1942-го «Наторі» полишив Голландію та попрямував на Амбон, а 27 грудня в море вийшов і «Іцукусіма». При цьому мінний загороджувач попрямував на Палау (великий транспортний хаб на заході Каролінських островів), де 29 – 30 грудня прийняв на борт бійців 19-го охоронного загону та рушив назад до Нової Гвінеї. 2 січня 1943-го «Іцукусіма» знову був у Голландії.
Також відомо, що 31 грудня 1942-го до Голландії прибув конвой під охороною мінного загороджувача «Вакатака».